# Kaliforniai lakosztály (film)
A Kaliforniai lakosztály (eredeti címe: California Suite) 1978-ban bemutatott amerikai vígjáték, amelyet Herbert Ross rendezett. A forgatókönyvet azonos című színműve alapján Neil Simon készítette. A főbb szerepekben Jane Fonda, Alan Alda, Maggie Smith, Michael Caine, Walter Matthau és Elaine May. 1978. december 18-án mutatták be az Egyesült Államokban. Magyarországon 1980. november 20-tól vetítették a mozikban. Bár a film megosztotta a kritikusokat, egy BAFTA-, két Golden Globe- és három Oscar-díjra jelölték. A produkció végül két díjat zsebelt be Maggie Smith alakításáért.

## Cselekmény
A film négy történetet mesél el Kaliforniában négy különböző városból érkező látogatókkal. A New York-i szálon Hannah Warren Los Angelesbe repül, hogy visszahozza lányát, Jennyt az apjától. Hannah már több éve elvált férjétől, Billtől, aki forgatókönyvíró. Bár a nő szeretője ügyvédet javasol, Hannah biztos abban, hogy ő és Bill egymás között meg tudják beszélni a dolgot. Bill szembesíti a nőt azzal, hogy újságíróként rettentően elfoglalt, és gyakran hagyja otthon Jennyt egyedül. Hannah fél attól, hogy a saját anyjával való rossz kapcsolata miatt nem tud igazi anya-lánya viszonyt kialakítani Jennyvel, ezért nem tudja elengedni. Mikor Jenny feltelefonál a hotelszobába, hogy lent megvárja a szüleit, akárhogy is döntenek, Hannah megérti, hogy Jenny mindkettejüket szereti, de szüksége van a szülői jelenlétre. A nő beleegyezik, hogy Jenny Bill-lel maradjon, majd a reptérre utazik, ahova Jenny követi, és megköszöni az anyja beleegyezését.
A londoni szálon Diana és Sidney házasságát követjük nyomon. Diana ismert színpadi színésznő, aki főként a dráma műfajában érzi magát otthon. Ironikus módon egy vígjátékáért jelölik Oscar-díjra. Sidney, aki korábban szintén színész volt, most régiségkereskedő. A pár Kaliforniába utazik Diana pártfogoltjának, Joe-nak a költségén. A nő nagyon ideges, mert a díj újraéleszthetné a karrierjét. A feszültségben felszínre tör Diana rosszallása Sidney azonos nemű vonzódása iránt, amit a férfi még a gálán sem titkol el, mikor egy fiatal színész társalogni kezd vele. Mikor az Oscart valaki más nyeri meg, Diana csalódottságában leissza magát, és Sidney fejéhez vágja, hogy nem képes őt szeretni és támogatni. Sidney-nek végül sikerül megnyugtatnia a nőt, és ágyba invitálja. 
A philadelphiai történetben két testvér, Marvin és Harry érkezik Kaliforniába. Egy éjszakai kiruccanás után Harry kiteszi Marvint a hotelnél, és jó szórakozást kíván. Marvin részegen felmászik a szobájába, és egy prostituálttal találja szembe magát, akit Nyuszinak hívnak. Marvin másnap reggel megbánja a dolgot, de hiába próbálja felkelteni a nőt, Nyuszi teljesen kiütötte magát az itallal. Marvin felesége, Millie, bejelentkezik a portán, és a férfi igyekszik eltitkolni felesége elől a baklövését. Miután minden próbálkozása csődöt mond, szégyenkezve bevallja az igazságot. Millie feldúltan távozik, és válni akar, de a méltósága nem engedi, hogy ne jelenjen meg Marvin családjának bar-micvóján. Marvin győzködésére Millie végül megbocsát, és hajlandó többet nem beszélni a dologról. 
A chicagói szálon két házaspár közös vakációját látjuk. A két orvos, Dr. Gump és Dr. Panama, megállás nélkül kötekszik egymással. A pihenésüket mintha átok sújtotta volna, állandó katasztrófa követi. A kölcsönzött autójuk meghibásodik, majd karambolozik. A szállodába érkezve rosszul rögzítették a foglalásukat, ezért a két házaspárnak egy szobán kellene osztozkodnia. Mikor Dr. Gump másik szobát kér, a recepciós nem tud adni neki, mert az Oscar-gála miatt teltházuk van. A Gump házaspár kénytelen egy üzemen kívül helyezett szobában meghálni, ahol csőtörés van. Az elázott éjszaka után újabb autóbalesetet szenvednek, majd Dr. Gump rosszul lesz a japán koszttól. A két orvos végül egy teniszmeccsen adja ki a mérgét, ami verekedésbe torkollik és mind a négyen kárát látják. A vakáció végül betegszabadsággal végződik, mert mind a négyen begipszelve távoznak.

## Szereplők
| Szerep                        | Színész        | Magyar hangja  |
| ----------------------------- | -------------- | -------------- |
| Hannah Warren                 | Jane Fonda     | Káldi Nóra     |
| Bill Warren                   | Alan Alda      | Fülöp Zsigmond |
| Diana Barrie                  | Maggie Smith   | Földi Teri     |
| Sidney Cochran                | Michael Caine  | Márkus László  |
| Marvin Michaels               | Walter Matthau | Gera Zoltán    |
| Millie Michaels               | Elaine May     | n.a            |
| Harry Michaels                | Herb Edelman   | n.a            |
| Nyuszi                        | Denise Galik   | n.a            |
| Dr. Chauncey Gump             | Richard Pryor  | Koroknay Géza  |
| Dr. Willis Panama             | Bill Cosby     | Buss Gyula     |
| Lola Gump                     | Gloria Gifford | Pálos Zsuzsa   |
| Bettina Panama                | Sheila Frazier | Almási Éva     |
| pilóta Diana Barrie filmjében | James Coburn   | Makay Sándor   |

## Fogadtatás

### Kritikai visszhang
A filmet vegyesen fogadta a filmkritika. A Rotten Tomatoeson 48%-os minősítést ért el 27 értékelés alapján, az összefoglaló szerint: „Maggie Smith keserű fordulata a kiemelkedő ebben az összetett együttesben, de a széles jellemrajzok és a bizonytalan hangvétel kiábrándítóan egyenlőtlenné teszi Neil Simon epizóddarabjának adaptációját.” A Variety azt írta a filmről: „Kevésbé sikeres, hirtelen váltásokban a megrendítő érzelmességtől a széles pofonokig.” Dave Kehr a Chicago Readertől azt írta: „Ez a középosztálybeli szorongást jelenti, amelyet csípős egysorosok vékony burkolata borít, és az elképzelhető legnévtelenebb rendezői stílusban mutatják be.” David Pirie a Time Outtól azt írta: „Gyors és változatos komédia, amely kiválóan illik Neil Simon gépfegyveres gag-írásához.” Nell Minow a Movie Momtól azt írta: „Középszintű Simon, ügyes párbeszédek, okosan előadott, de túlságosan teátrális.”

### Bevétel adatai
A The Numbers adatbázisa szerint a film 42 millió dolláros bevételt ért el, a költségvetésről nincs adat.

## Fontosabb díjak és jelölések
| Esemény               | Díj              | Kategória | Eredmény |
| --------------------- | ---------------- | --- | -------- |
| 33. BAFTA-gála        | BAFTA-díj        | legjobb női főszereplő – Maggie Smith                                                                                         | Jelölve  |
| 36. Golden Globe-gála | Golden Globe-díj | legjobb musical vagy vígjáték                                                                                                 | Jelölve  |
| 36. Golden Globe-gála | Golden Globe-díj | legjobb női főszereplő (vígjáték vagy musical) – Maggie Smith (megosztva Ellen Burstynnel a Jövőre veled ugyanitt c. filmért) | Elnyerte |
| 51. Oscar-gála        | Oscar-díj        | legjobb női mellékszereplő – Maggie Smith                                                                                     | Elnyerte |
| 51. Oscar-gála        | Oscar-díj        | legjobb adaptált forgatókönyv                                                                                                 | Jelölve  |
| 51. Oscar-gála        | Oscar-díj        | legjobb látványterv | Jelölve  |